# Return to Earth (téléfilm)
Pour les articles homonymes, voir Return to Earth.
Return to Earth est un téléfilm américain réalisé par Jud Taylor, diffusé la première fois sur ABC le 14 mai 1976.
Basé sur le livre de Buzz Aldrin portant le même titre publié en 1973, le téléfilm a pour interprètes principaux Cliff Robertson dans le rôle de l'astronaute Buzz Aldrin et Shirley Knight dans celui de Joan Aldrin, son épouse. Le téléfilm met en scène les difficultés émotionnelles de la vie d'Aldrin après son voyage sur la Lune en 1969 avec la mission Apollo 11.

## Fiche technique
Sauf indication contraire, les informations mentionnées dans cette section peuvent être confirmées par la base de données cinématographiques IMDb,  présente dans la section « Liens externes ».
- Réalisation : Jud Taylor
- Scénario : Buzz Aldrin, George Malko et Wayne Warga
- Musique : Billy Goldenberg
- Genre : biographique, drame
- Durée : 74 minutes
- Pays de production :  États-Unis
- Langue originale : anglais
- Dates de sortie :
  - États-Unis : 14 mai 1976
  - Italie : 14 novembre 1987

## Distribution
Sauf indication contraire, les informations mentionnées dans cette section peuvent être confirmées par la base de données cinématographiques IMDb,  présente dans la section « Liens externes ».
- Cliff Robertson : Colonel Edwin A. 'Buzz' Aldrin Jr.
- Shirley Knight : Joan Aldrin
- Charles Cioffi : Docteur Sam Mayhill
- Ralph Bellamy : Colonel Edwin E. Aldrin
- Stefanie Powers : Marianne
- Stephen Pearlman : Docteur Hotfield
- Stefan Gierasch : Al Davis

## À noter
- Buzz Aldrin a été consultant pour la réalisation du téléfilm.